# Phortica paramagna
Phortica paramagna är en tvåvingeart som först beskrevs av Toyohi Okada 1971.  Phortica paramagna ingår i släktet Phortica och familjen daggflugor.
Artens utbredningsområde är Taiwan. Inga underarter finns listade i Catalogue of Life.